# 4:2-Abwehr
Die 4:2-Abwehr ist eine Deckungsvariante im Handballsport, die verhältnismäßig selten gespielt wird.

## Positionen

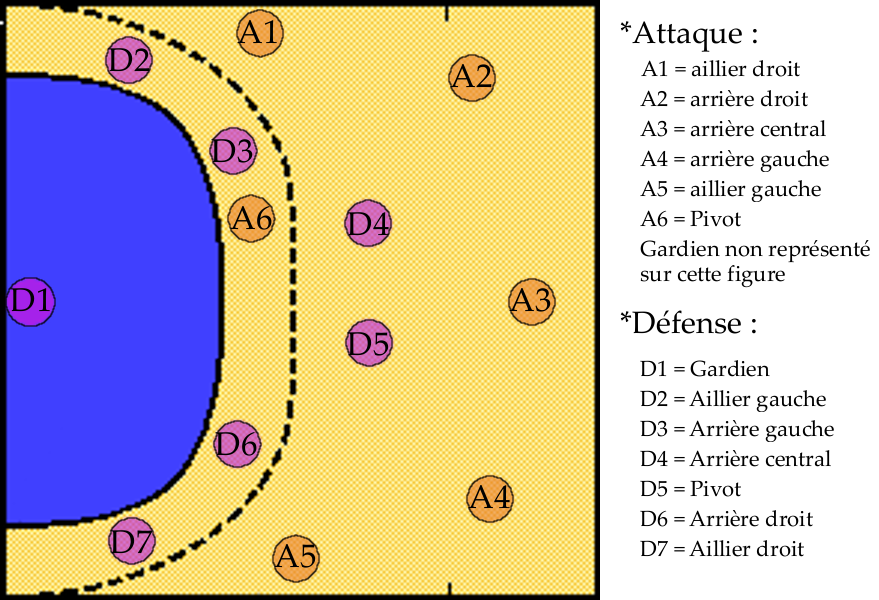
4:2-Abwehr gegen einen 3:3-Angriff

Bei der 4:2-Abwehr handelt es sich um eine 2-Linien-Abwehr, die sich aus einer defensiven sowie einer offensiven Abwehrreihe zusammensetzt. Die Abwehrformation wird in der Regel gegen Mannschaften angewandt, die nur mit zwei Rückraumspielern sowie mit zwei Kreisspielern spielen.
In der defensiven Abwehrreihe, die entlang des 6-Meter-Kreises in der Nahwurfzone agiert, befinden sich vier Abwehrspieler. Die beiden äußeren Verteidiger werden aus der Blickrichtung des eigenen Torwarts als Außen links und Außen rechts bezeichnet. Diese verteidigen in der Grundaufstellung gegen die gegnerischen Außenspieler. Die beiden inneren Abwehrspieler werden als Halb links und Halb rechts bezeichnet. Diesen Verteidigern ist jeweils ein Kreisspieler zugeordnet.
In der offensiven Abwehrreihe, die in der Fernwurfzone agiert, befindet sich zwei Abwehrspieler, die als Vorne links und Vorne rechts bezeichnet werden. Sie decken die beiden gegnerischen Rückraumspieler.

## Spielweise
Die beiden Verteidiger in der offensiven Abwehrreihe haben die Hauptaufgabe, die beiden Rückraumspieler frühzeitig zu stören. Die vier Abwehrspieler der defensiven Abwehrreihe müssen einen großen Raum verteidigen, wodurch für die angreifenden Außenspielern und Kreisspielern große Durchbruchsräume vorhanden sind.
Die Abwehrformation lässt sich unter Umständen auch gegen einen Angriff mit drei Rückraumspielern und einem Kreisläufer spielen. Hierbei verlagern sämtliche Abwehrspieler ihre Position in Ballrichtung und lassen auf der ballfernen Abwehrseite den angreifenden Außenspieler ungedeckt stehen. Hierdurch stehen die Abwehrspieler deutlich kompakter zueinander. Der gegnerische Kreisläufer wird dabei situativ von einem der vier defensiven Verteidigern gedeckt. Die beiden vorgezogenen Abwehrspieler attackieren entweder den ballbesitzenden Rückraumspieler oder stellen Passwege zu.